# 광견병바이러스
광견병바이러스(Rabies virus), 혹은 광견병 리사바이러스(Rabies lyssavirus)는 신경친화성 바이러스의 일종으로 동물과 인간들에게서 광견병을 일으킨다. 주로 동물의 침을 통해 전염되며, 드물지만 사람의 침을 통해 전염되는 경우도 존재한다. 다른 랍도바이러스과들처럼 굉장히 넓은 스펙트럼의 숙주를 가진다. 야생에서는 대부분 포유종에서 발견되나 조류에게 전염되는 것이 실험적으로 확인되었으며, 배양된 세포로 실험한 결과 파충류나 곤충에게도 감염될 수 있음이 확인되었다.
리사바이러스속의 모식종이다. 리사바이러스는 음성 단일가닥 RNA를 유전체로 가지고, 핵단백질과 유전체가 강하게 결합되어 리보핵단백질의 형태로 존재한다. 총 다섯개의 단백질을 핵단백질(N), 인단백질(P), 기질단백질(M), 당단백질(G), 중합효소(L)의 순서로 암호화하는데, 이 순서는 대부분의 종에서 동일하다. 염기서열은 11,615에서 11,966nt 사이의 길이를 가진다. 감염된 세포의 세포질에서 형성되는 네그리소체에서 바이러스의 전사 및 복제가 집약적으로 이루어지므로, 이를 병리특징으로 감염을 진단할 수 있다.

## 구조

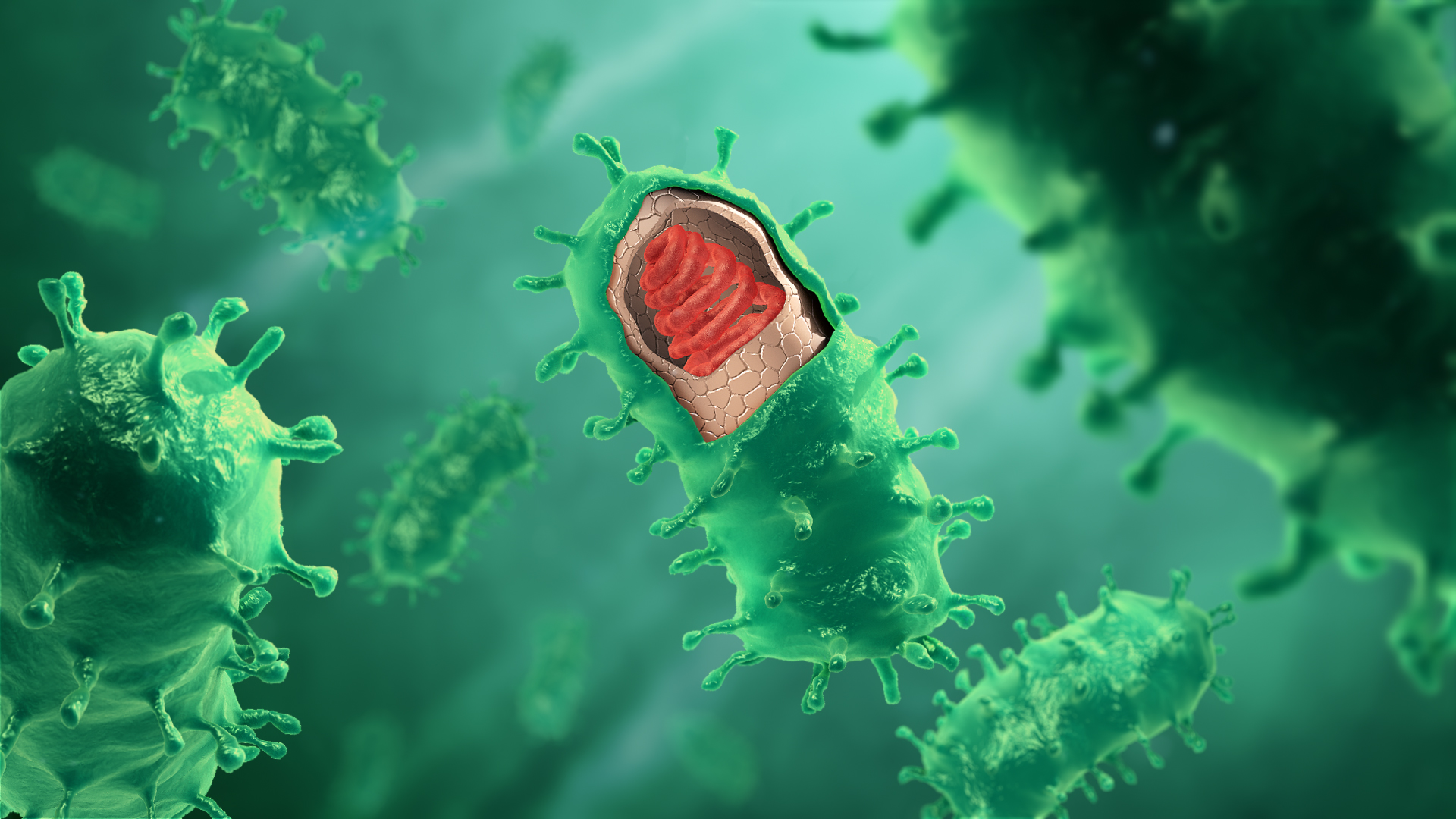
광견병바이러스의 구조를 보여주는 3D 그래픽

랍도바이러스과에 속하므로 나선대칭성과 원통형의 바이러스 입자, 그리고 외피를 가진다. 이들은 식물에서 포유류에 이르기까지 넓은 숙주 스펙트럼을 보이는데, 인간에게 감염되는 바이러스종의 경우 대부분 정20면체대칭성을 보인다. RNA는 핵단백질과 강하게 결합하여 리보핵단백질을 이루며, P와 L 단백질이 이에 부착된 형태로 존재한다. 바이러스의 표면에는 대략 400개의 당단백질의 삼량체(trimer)로 존재한다. M단백질은 리보핵단백질과 외피 사이에 존재하며, 바이러스 조립에 중요한 기능을 할 것으로 여겨진다.
한 쪽은 뾰족하거나 둥글고, 다른 한쪽은 납작하거나 오목하여 외형은 총알과 유사하다. 긴 부분은 대략 180nm, 짧은 부분은 대략 75nm이다. 지질단백질 외피는 당단백질로 이루어진 손잡이모양의 스파이크를 다수 보유한다. 납작한 부분에는 스파이크가 존재하지 않는다. 외피 밑에는 M단백질층이 존재하는데, 납작한 부분에서 함입되는 것으로 보인다.

## 유전체 구성
핵단백질 하나가 염기서열 9개에 붙어 뉴클레오캡시드를 이루며, 여기에 P와 L 단백질이 부착된다. L(large) 단백질은 다기능단백질로 유전체의 거의 절반을 차지한다. M단백질은 뉴클레오캡시드와 외피 사이에 존재하고, G단백질은 외피 겉으로 스파이크 형태로 튀어나와있다. 이 N, P, M, G, L 단백질은 랍도바이러스과에 속하는 모든 바이러스종이 공통적으로 보유한다. 많은 랍도바이러스들은 여기에 한두가지 정도의 단백질을 더 가지고 있다.

## 생애 주기
숙주세포의 수용체에 부착한 후 엔도솜의 형태로 침입된다. 엔도솜 내부에서는 낮은 pH가 바이러스와 막의 융합을 유도하여 세포기질로 바이러스가 침투하게 된다. 당단백질이 엔도솜 형성 및 세포기질 침투를 촉진하는데, 실제로 당단백질이 없는 경우 증식하지 못하는 것이 보고되었다.
이후 중합효소 L과 보조 인자 P 단백질을 통해 유전체가 전사된다. 이 중합효소는 자유롭게 떠다니는 RNA는 인식하지 못하며 오직 리보핵단백질을 특이적으로 인식한다. 전사는 바이러스 유전체상에 있는 cis-조절 서열과 M단백질을 통해 조절된다. 감염 후반에 중합효소는 양성 RNA 서열도 만들어내는데, 이는 다시 음성 RNA 서열을 만들기 위한 상보적 가닥으로 사용된다. 이렇게 만들어진 음성가닥들은 N단백질과 결합하여 새로운 바이러스가 되고, 출아를 통해 세포 밖으로 나간다.

## 감염
1931년, 트리니다드섬의 과학자 조셉 레녹스 파완(Joseph Lennox Pawan)은 이상행동을 보이는 박쥐의 뇌에서 네그리소체를 발견한다. 이듬해 파완은 흡혈박쥐가 인간과 다른 동물들에게 광견병을 전파할 수 있음을 발견한다. 이 발견을 둘러싼 의문들에 대해서는 제임스 워터맨의 책을 참고하라.
바이러스는 물린 부위를 통해 신속히 침투하여 말초신경계통을 따라 이동한다. 역방향 축삭수송을 통해 중추신경계통으로 바이러스가 전파되면 병리적 증상이 나타나기 시작한다. 이 수송의 분자적 기작은 알려져있지 않지만 P단백질이 디네인의 경사슬을 구성하는 DYNLL1에 결합한다는 것은 알려져있다. P단백질은 인터페론 길항제로도 작용하여 숙주의 면역반응을 약화시킨다.
바이러스는 중추신경계에서 다른 기관 곳곳으로 퍼져나간다. 바이러스는 침샘에서 높은 농도로 증식하여 침을 통한 전염이 가능하게 한다. 치료를 하지 않으면 감염 후 평균 7일, 치료를 하더라도 평균 25일 내에 대부분의 환자가 사망한다. 그러나 이런 특징으로 인해 보균생물은 많이 존재하지 않는다. 대부분의 포유류가 수주내에 사망하는데, 아프리카 노랑몽구스에서 발견되는 바이러스주(strain)의 경우 그 숙주가 증상없이 수년간 생존하기도 한다.

## 증상
초기 증상은 쇠약감, 불편감, 발열, 두통으로 독감과 유사하다. 이런 증상은 수일동안 지속될 수도 있다. 물린 부위에서 불편감이나 찌르는듯한 통증, 가려움증 등이 나타날 수 있다. 이후 수일 내에 대뇌기능장애, 불안장애, 착란증, 초조함이 나타난다. 질병이 진행됨에 따라 섬망, 비정상적인 행동, 환각, 불면증이 나타날 수 있다. 바이러스가 비활성화되었다가 오랜 시간이 지난 후에 다시 활성화될 수도 있다.

## 항원성
광견병백신을 접종하는 등 바이러스가 침입한 후에, 신체는 바이러스를 중화하는 항체를 만들어내기 시작한다. 대부분의 경우 G단백질이 항원으로 작용한다. 항원결정기는 크게 I에서 IV까지 네 부위로 나뉘는데, 항체는 II형과 III형에 가장 많이 결합한다. 이외에는 단클론항체가 I형 항원결정기에 결합한다. 핵단백질같은 경우 항체가 결합하지 못한다. 항체가 결합하는 부위는 선형이며 배좌형(confromational)이다.

## 진화
현존하는 바이러스들은 1500년전부터 진화하고 있다. 총 7개의 유전자형이 알려져있는데, 유라시아의 경우 고전적 광견병바이러스인 1형이 가장 흔하며, 이보단 들하지만 5형과 6형(유럽 박쥐 리사바이러스 1형과 2형)도 존재한다. 1형은 17세기 유럽에서 진화하여 탐험과 식민화를 통해 아시아, 아프리카, 아메리카로 전파되었다.
북아메리카의 박쥐 광견병은 서기 1281년부터, 95%의 신뢰구간으로 추정하자면 906년에서 1577년 사이에 발생한 것으로 보인다.
수백년 전 발생한 상동재조합으로 인해 수용체 인식과 부착에 필요한 당단백질의 서열이 바뀌었고, 이에 따라 주 숙주가 박쥐목에서 아메리카너구리, 스컹크 등의 식육목으로 이동한 것으로 보인다.

## 사용처
광견병바이러스를 사용해 신경을 이미징하여 시냅스 연결, 시냅스 전달의 방향성을 관찰할 수 있다.

## 같이 보기
광견병